# Федоров Микола Миколайович (чекіст)
Микола Миколайович Федоров (1900, місто Томськ, Росія — розстріляний 4 лютого 1940, Москва) — радянський діяч органів держбезпеки, комбриг. Входив до складу особливої трійки НКВС СРСР. Депутат Верховної Ради СРСР 1-го скликання.

## Біографія
Народився в родині робітника-машиніста. У 1911 році закінчив церковноприходську школу, у 1912 році — перший клас 4-класного міського училища у місті Канськ. У листопаді 1912 — червні 1915 року — відкривач, пакувальник товарів оптового складу торгової фірми «Смирнов і Ко» у місті Томську.
У червні 1915 — листопаді 1917 року — в російській армії: рядовий 132-го Бендерського піхотного полку на Німецькому фронті. Учасник Першої світової війни.
У листопаді 1917 — травні 1918 року — відповідальний секретар, помічник командира загону Спілки фронтовиків і робітників у місті Томську.
Член РКП(б) з травня 1918 року.
У травні — листопаді 1918 року — розсильний у Томському губернському акціонерному управлінні. Був заарештований білогвардійцями і з листопада 1918 по лютий 1919 перебував у Томській в'язниці. З лютого по липень 1919 року був безробітним у Томську.
У липні — листопаді 1919 року — рядовий 12-го артилерійського дивізіону білогвардійської армії Колчака. У листопаді 1919 року перейшов до Червоної армії.
У листопаді 1919 — квітні 1922 року — секретар воєнкома 2-х Сибірських артилерійських командних курсів РСЧА у Томську. У квітні 1922 — липні 1924 року — помічник воєнкома 6-ї Сибірської артилерійської школи РСЧА та політком політехнічного інституту в Томську. У 1924 році працював також відповідальним секретарем Томського губвиконкому.
У липні 1924 — вересні 1925 року — помічник начальника Кримської кавалерійської школи РСЧА із політчастини.
У вересні 1925 — липні 1926 року — на навчанні у Вищій військово-педагогічній школі РСЧА.
З липня 1926 року служив у органах ОДПУ СРСР.
16 липня — 1 грудня 1926 року — в.о. помічника інспектора Управління прикордонної охорони (УПО) і військ ДПУ Повноважного представництва ОДПУ по Середній Азії. 1 грудня 1926 — 20 серпня 1927 року — воєнком школи молодшого командного складу при УПО і військ ДПУ Повноважного представництва ОДПУ по Середній Азії. 20 серпня — 10 листопада 1927 року — в.о. уповноваженого УПО і військ ДПУ Повноважного представництва ОДПУ по Середній Азії.
У листопаді 1927 — травні 1930 року — помічник коменданта Окремої прикордонної комендатури ОДПУ із секретно-оперативної частини у місті Каракол (Киргизька АРСР). У травні — вересні 1930 року — комендант Окремої прикордонної комендатури ОДПУ у місті Ош (Киргизька АРСР) та заступник начальника Ошського окружного відділу ДПУ.
У вересні 1930 — 1 лютого 1932 року — начальник оперативного відділення УПО і військ ДПУ Повноважного представництва ОДПУ по Середній Азії. У лютому 1932 — лютому 1933 року — начальник 3-го відділення 1-го відділу УПО і військ ДПУ Повноважного представництва ОДПУ по Середній Азії. У лютому — вересні 1933 року — начальник оперативного відділення УПО і військ ДПУ Повноважного представництва ОДПУ по Казахстану.
У вересні 1933 — травні 1934 року — начальник 49-го прикордонного загону ОДПУ. У травні 1934 — березні 1935 року — начальник 50-го прикордонного загону ОДПУ. 5 березня 1935 — 20 липня 1937 року — начальник 6-го Оранієнбаумського прикордонного загону НКВС СРСР.
20 липня 1937 — 26 лютого 1938 року — начальник Управління НКВС по Одеській області. Входив до складу особливої трійки, створеної за наказом НКВС СРСР від 30.07.1937 № 00447.
26 лютого — 28 березня 1938 року — начальник Управління НКВС по Київській області.
28 березня — 28 травня 1938 року — начальник 4-го відділу 2-го управління (Управління особливих відділів) НКВС СРСР. У квітні — 28 травня 1938 року — заступник начальника і т.в.о. начальника 2-го управління НКВС СРСР. 28 травня — 29 вересня 1938 року — начальник 2-го управління НКВС СРСР. 29 вересня — 20 листопада 1938 року — начальник 4-го (особливого) відділу ГУДБ НКВС СРСР.
Заарештований 20 листопада 1938 року. Звинувачений в участі у антирадянській змові в РСЧА. Засуджений 3 лютого 1940 року Воєнною колегією Верховного суду СРСР до страти. Страчений 4 лютого 1940 року. Не реабілітований (через активну участь в сталінських репресіях).

## Звання
- полковник (3.04.1936)
- комбриг (17.11.1937)

## Нагороди
- орден Леніна (19.12.1937)
- орден Червоного Прапора (17.11.1934)
- орден Трудового Червоного Прапора Узбецької РСР (1932)
- медаль «XX років Робітничо-Селянській Червоній Армії» (22.02.1938)
- знак «Почесний працівник ВЧК-ГПУ (XV)» (.12.1933)